# Oia (aranya)
Oia és un gènere d'aranyes araneomorfes de la subfamília Erigoninae, dins de la  família Linyphiidae. Es pot trobar a l'Àsia.
Fou descrit per primera vegada per J. Wunderlich l'any 1973.

## Llista d'espècies
Segons The World Spider Catalog 12.0:
- Oia breviprocessia Song & Li, 2010 – Xina
- Oia imadatei (Oi, 1964) – Rússia, Xina, Corea, Taiwan, Japó
- Oia kathmandu Tanasevitch, 2019 – Nepal
- Oia sororia Wunderlich, 1973 (Espècie tipus) – Índia, Nepal